# Мюирон (фрегат)
«Мюирон» (фр. Muiron) — 44-орудийный фрегат. Построен в Венеции в 1797 году. В 1799 году вернул Наполеона I во Францию. Отправлен на слом в 1850 году.

## История
44-орудийный фрегат был заложен в Венеции в 1789 году. На момент начала строительства у него не было имени, а только порядковый номер № 11.
Корабль находился в постройке, когда войска Наполеона в мае 1797 года захватили Венецию. Французы ускорили его постройку, и 19 июля 1797 года корабль был спущен на воду. 26 августа 1797 года он вышел в море.
Корабль получил имя в честь адъютанта Жана Батиста Мюирона, спасшего ценой своей жизни Наполеона в бою на Аркольском мосту 15 ноября 1796 года.

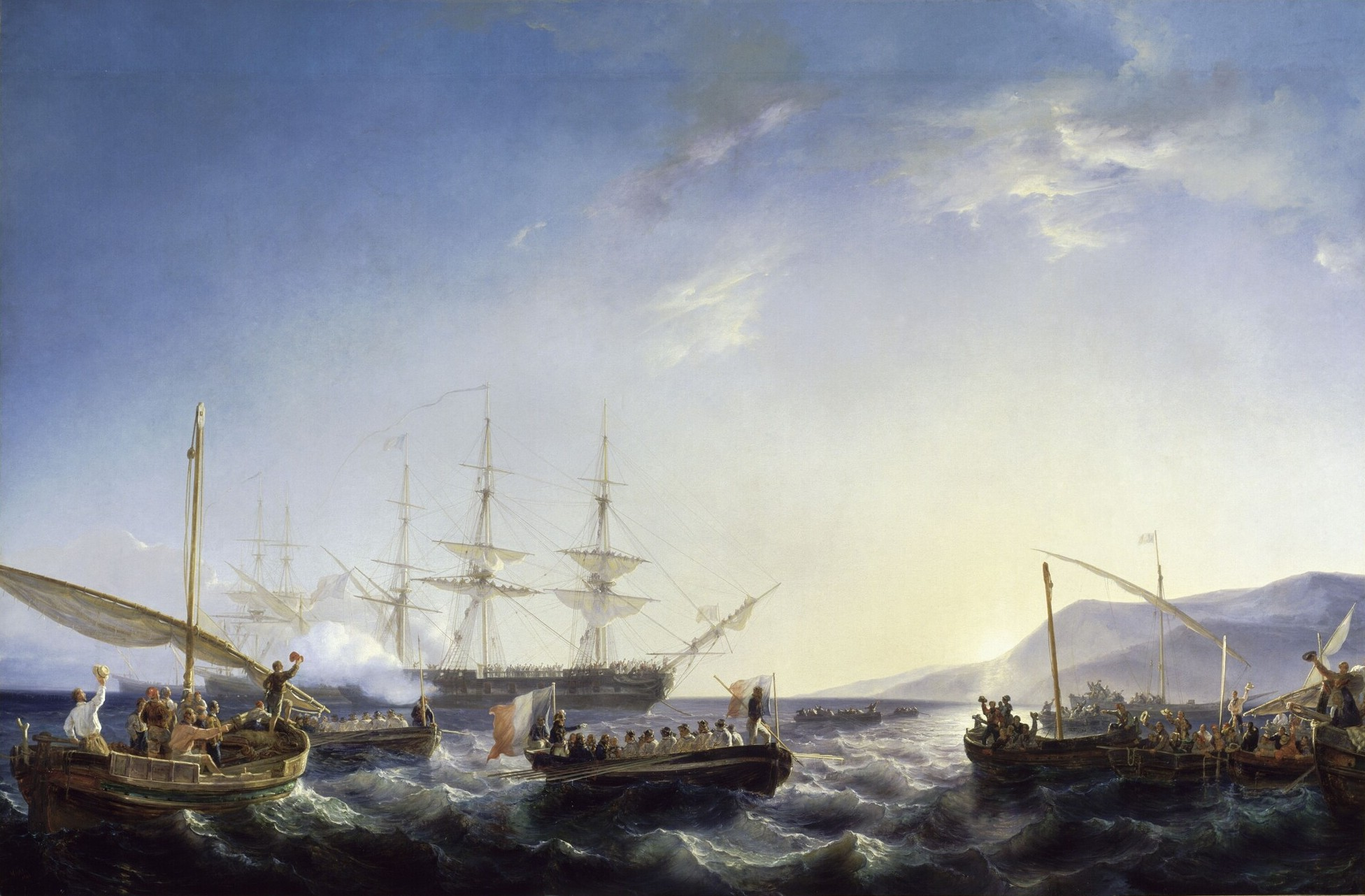
Возвращение Наполеона I на «Мюироне» во Францию

В 1798 году «Мюирон» был включён в состав эскадры, направлявшейся из Тулона в Египет. В мае-июле 1798 года фрегат достиг Александрии. В отличие от остальных кораблей адмирала Франсуа Брюе, «Мюирон» находился не в Абукирском заливе, а в Александрии, поэтому не участвовал в морском бою.
В июне 1799 года Наполеон I решил вернуться во Францию. Адмирал Гантом предоставил ему четыре судна. 22 августа на «Мюирон» погрузился сам Наполеон I, а на «Карреру» его генералы. 23 августа 1799 года корабли снялись с якоря и направились во Францию. 13 сентября корабли проплыли мимо руин Карфагена, 1 октября зашли в Аяччо. Покинув 8 октября Аяччо, корабли 9 октября доставили своих пассажиров в гавань Фрежюс, откуда они отправились в Париж.
В 1801 году «Мюирон» принял участие в бою при Альхесирасе. После него он вернулся в Тулон. В 1802 году «Мюирон» принимал участие в экспедиции Леклерка на Гаити. На нём во Францию доставили арестованных сторонников Туссена-Лувентюра.
В 1803 году «Мюирон» обосновался в Тулоне. По приказу Наполеона фрегат поставили на якорь, а на его корме написали золотыми буквами: «Мюирон, взятый в 1797 году в Арсенале Венеции завоевателем Италии. Он возвратил из Египта в 1799 году спасителя Франции».
После реставрации Бурбонов фрегат был превращён в тюрьму, а в 1850 году сломан.

## В культуре

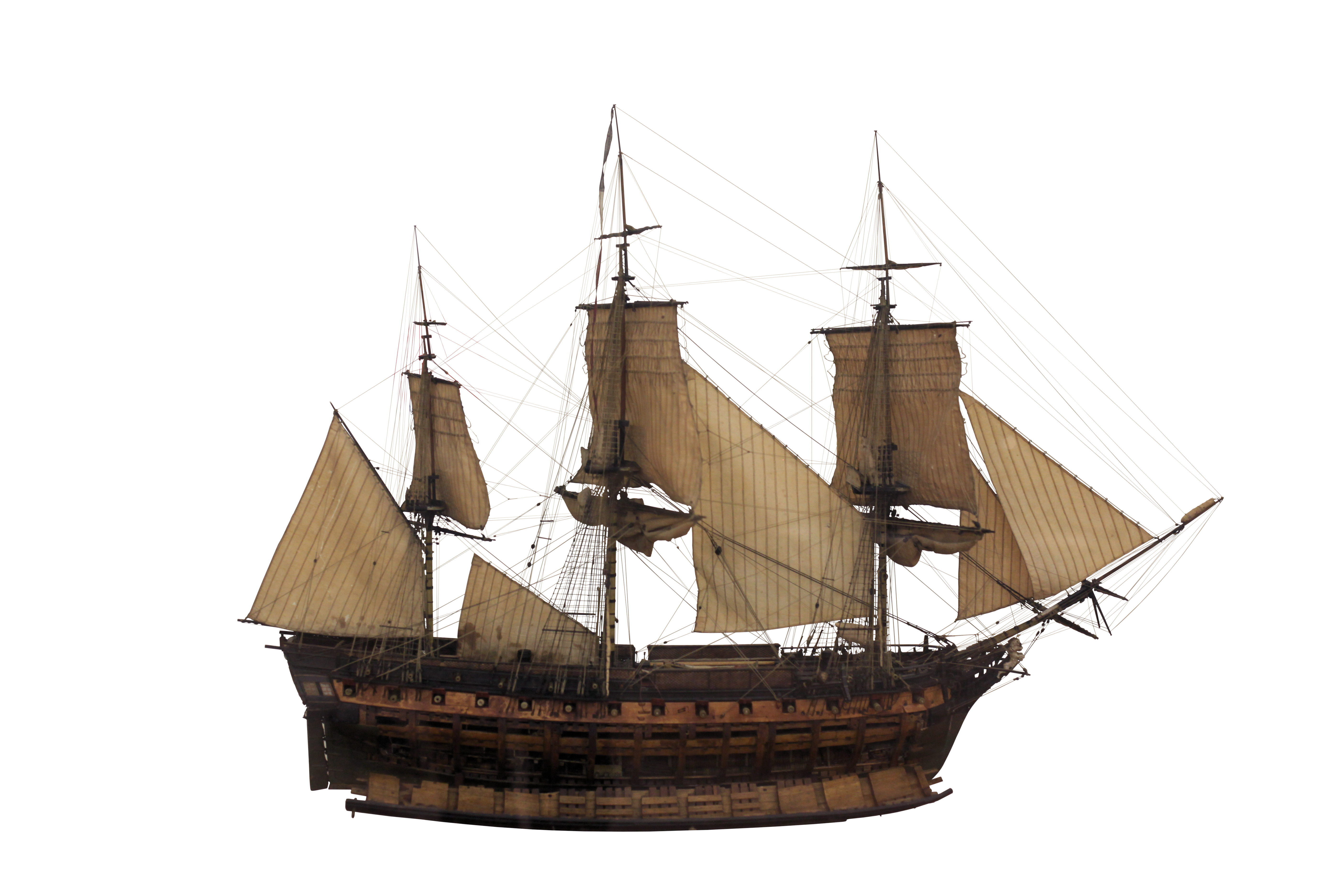
Модель фрегата, созданная Жаном Лиллем и Клодом Мерье в 1803 году

Анатоль Франс в 1921 году написал рассказ «La Muiron» в котором описал возвращение французов вместе с Наполеоном во Францию.

### Модель
В 1803 году Наполеон I приказал изготовить уменьшенный макет корабля в пропорции 1/72. Он был создан в Арсенале Тулона Жаном Лилем и Клодом Меирье. В июле 1805 года он поместил эту модель в своём рабочем кабинете в Мальмезоне. Вместе с Мальмезоном он достался Жозефине. После её смерти 29 мая 1814 года имущество было распродано. В 1815 году эта модель была выкуплена генералом Гурго, ныне она выставлена в Парижском морском музее.